# Ribera de Colares
La ribera o riu de Colares és un curs d'aigua que naix a Châo de Meninos i Lourel, a Sintra. És un dels cursos d'aigua més importants del municipi de Sintra, i drena una plana agrícola amb gran varietat de camps de cultiu, d'est a oest. Engloba 179 afluents, dels quals els més destacats són Portela, Pena, Almagre, Morelinho, Sintra, Capuchos, Nafarros, Mucifal, Urca i Janas.(1)